# Поляновский, Макс Леонидович
Ма́кс Леони́дович Поляно́вский (при рождении Макс Лейзер-Тевиевич Поляновский; 1901—1977) — советский писатель и журналист, фотограф. Лауреат Сталинской премии третьей степени (1951).

## Биография
Родился 27 июня (10 июля) 1901 года в Одессе в еврейской семье. Родители заключили брак там же 10 октября 1899 года. Мать — одесская мещанка Сима-Рейзя Мойше-Вольфовна Полиновская (в девичестве Кеймах, 1878—?). Его отец, елисаветградский мещанин Лейзер-Тевия (Гершкo) Мошкович Поляновский (1873—?), был владельцем «фотоателье Л. М. Поляновского» на Преображенской улице, дом 78, и на улице Ришельевской (угол Базарной), дом Мандражи № 39, в Одессе, в доме Косинского на Центральной улице и в доме Диамандиди на Театральной улице в Голте и в доме Красильникова в Баку.
Детство провёл в местечке Голта Ананьевского уезда Херсонской губернии. Учился в подготовительном классе частного коммерческого училища А. П. Климовой в Голте, но затем был исключен за неуплату за обучение. В 1911 году вместе с семьёй переехал обратно в Одессу. Дебютировал стихотворением «Дитя» в апрельском номере одесского журнала «Детство и отрочество» в 1912 году; в сентябрьском номере этого журнала за тот же год в разделе «Развлечения и забавы» были опубликованы загадки юного автора, в декабрьском номере — рассказ «Норма», а в январском и мартовском номерах за 1913 год — стихотворения «Вперегонку» и «Весна». Будучи гимназистом писал монологи для куплетиста Владимира Коралли. В 1918 году печатался в одесских журналах «Буржуй», «Восход» и «Фигаро».
С 1920 года работал в Мелитополе, где совместно с художником-авангардистом А. Тышлером занимался выпуском агитационных плакатов «Окна РОСТА».
В 1922 — 1924 годах служил в ВМФ СССР.
В 1924 году вновь поселился в Одессе, устроился на работу в редакцию газеты «Моряк», где одновременно с ним печатались И. Э. Бабель, Э. Г. Багрицкий, Илья Ильф, К. Г. Паустовский и другие.
В 1926 году уехал на Дальний Восток, там работал в Хабаровской краевой газете «Тихоокеанская звезда», а в феврале 1927 года стал штатным работником Благовещенской газеты «Амурская правда». В 1928 году совершил путешествие на Сахалин.
В 1928 году Поляновский переехал в Москву. Здесь он начал активно заниматься писательской деятельностью, неоднократно печатался в центральных изданиях.
В октябре 1941 года Поляновский добровольцем ушёл на фронт. Работал в газете Волховского фронта, затем — в газете «Гвардейский удар» 6-го гвардейского стрелкового корпуса 1-й гвардейской армии. Участвовал в Сталинградской битве.
Победу встретил в звании капитана и в должности спецкора редакции газеты «В бой за Родину» 1-го гвардейского механизированного корпуса.
В послевоенные годы возвратился к писательской деятельности, его книги активно издавались.
В 1950 году Поляновский вступил в ВКП(б). В начале 1950 года при вступлении в Союз советских писателей кандидатура Поляновского была отложена Президиумом ССП. Принят в члены Союза при повторном поступлении в 1958 году.

Жил и работал в Москве. Умер 24 марта 1977 года.

Похоронен на Переделкинском кладбище.

## Семья
Сестра — Серафима Леонидовна Поляновская (1907—1993) — была замужем за литературным критиком Ю. П. Севруком.
Был женат 3 раза, последняя жена — Сусанна Владимировна Иконникова (Васильева), журналист, скончалась в 2012 году. Сын — Юрий, как и отец, участвовал в Великой Отечественной войне, был танкистом, попадал в штрафбат. Имел также сына Сергея Максовича Поляновского и дочь Марину Максовну Поляновскую

## Творчество
Литературную деятельность начал ещё в гимназические годы. Свой первый рассказ, напечатанное в детской газете в Одессе подписал псевдонимом «Голтянець». Занимался сочинением сатирических куплетов и песен. Основным исполнителем песен и куплетов, созданных Максом Поляновским, был певец Владимир Коралли. Данные куплеты спровоцировали скандал: в годы немецкой оккупации Украины куплеты «Пусть берут, пусть везут» были запрещены немецкими властями, Коралли, исполнявший их, и его мать были арестованы и допрошены, а одесский театр миниатюр «Зелёный попугай», где они исполнялись, был закрыт. Один из таких куплетов:
По дороге немцы шли,

Ну и в гости к нам зашли.

Хлеб и сахар берут

И с собой везут …

Как товарообмен начнут,

К нам с Берлина привезут

Папетры, духи и соду,

И слабительную воду…
В 1929 году Макс Леонидович написал книгу «В край Удехе», которая повествует о дальневосточной киноэкспедиции режиссёра Александра Литвинова и о съёмках им документальных фильмов «В дебрях Уссурийского края» и «Лесные люди». Через два года Поляновский в соавторстве с А. Литвиновым написал книгу «Прыжок через века» о путешествии на Камчатку. Путешествие на Сахалин в 1928 году вдохновила писателя на написание книги «Сахалин после Чехова и Дорошевича».
В годы Великой Отечественной войны Поляновский под псевдонимом «М. Поль» писал автором острые боевые фельетоны, сатирические стихи и частушки.
Написал ряд книг для детей и юношества: «Дважды Татьяна», «Судьба запасного гвардейца», «С алфавиту в Гиляк», «Среди трёх морей», «На далёкой окраине», «Тропический рейс», «Путешествие в жаркие страны», «По следам фронтового дневника. Мои венгерские знакомства», «Маяковский — киноактёр» и другие.
В 1949 году вместе с Л. А. Кассилем опубликовал повесть «Улица младшего сына» о пионере-герое Володе Дубинине. В совместной работе с Кассилем Поляновский занимался поиском документальных материалов о подростке. После этого вместе они написали ещё несколько книг «Друзья-пионеры», «Честное пионерское», «Так было».

## Награды и премии
- Сталинская премия третьей степени (1951) — за повесть «Улица младшего сына» (совместно с Л. А. Кассилем)
- орден Отечественной войны II степени (10 октября 1945 года; был представлен к ордену Отечественной войны I степени)[23]
- орден Красной Звезды (23 января 1943 года)[24]
- медаль «За оборону Сталинграда»
- медали

## Память
В своей заметке в журнале «Огонёк» от 14 июня 1946 года Поляновский рассказал о случае, который наблюдал в Иране. Подобный случай в своём стихотворении «Мельник, мальчик и осёл» описал поэт Самуил Маршак. Маршак узнал, что Поляновский писал об аналогичном случае, поэтому посвятил писателю короткое стихотворение:
Я и не думал, что заране

В своих стихах предугадал

Вот эту сцену, что в Иране

Макс Поляновский наблюдал.

Одно я думаю в тревоге:

Иранский всадник так тяжёл,

Что навсегда протянет ноги

К земле придавленный осёл.

Внучок скорей с ослом поладит,

Пускай он будет седоком…

Но лучше, если ослик сядет

На шею дедушке верхом!